# 蘿利·艾瑞卡·洛夫
蘿利·艾瑞卡·洛夫（英語：Lori Erica Ruff，原姓Kennedy，婚後從夫姓Ruff，1968年10月16日—2010年12月24日）是一名真實身份不明的美國女子與身份盜竊的化名，於2010年12月24日在德州長景自殺。洛夫最終的身分被認定為金柏莉·麥克林（Kimberly McLean），一名費城德拉瓦谷的當地居民，因無法適應父母的離婚而於1986年秋季離家，並就此失蹤。她死後，其前夫的家屬在其住處的衣櫃內發現了一個上鎖的箱子；箱內文件表明洛夫先前曾於1988年竊用一名於1971年在華盛頓州法夫身亡的兩歲小女孩貝琪·蘇·透納（Becky Sue Turner）的身分，後來才將名字改為蘿利·艾瑞卡·甘迺迪（Lori Erica Kennedy）。
洛夫以各種手段獲取了該名字的越來越多的身分證明文件，其中包括一組社會安全碼。在取得大學學歷後，她與布雷克·洛夫（Blake Ruff）結婚，並育有一子。不過由於她不尋常的行為且不甚願意談論她的過往，造成她與其公婆的關係不睦，最終導致婚姻觸礁。洛夫後來於2010年的聖誕夜在其公公位於德州長景的家中結束了自己的生命。
在其過世後，洛夫的丈夫與其家人在其衣櫃中發現了她盜用身分的證據。她的真實身分直到2016年以前都是一個謎，直到社會安全管理局調閱相關紀錄與基因檢測後才追溯到至今仍居住於費城郊外的麥克林一家人。

## 結婚前的活動
目前已知關於洛夫最早的活動紀錄可追溯至1988年5月，當時她向加州貝克斯菲爾德的戶政當局請領了一份貝琪·蘇·透納的出生證明；而透納是一位於1971年在華盛頓州法夫與兩位姊妹一同死於自家火場中的兩歲小女孩。洛夫接著前往愛達荷州，並於同年6月16日以透納的出生證明文件在該地獲得州身分卡。
在取得駕駛執照後，洛夫於1988年7月5日前往德州達拉斯，並於該地法院合法變更姓名為蘿利·艾瑞卡·甘迺迪；此時距離她取得社會安全碼的時間僅一個星期，並因此消除了她過去的相關紀錄。她接著於1989年取得德州駕駛執照，並於隔年獲得普通教育發展證書，並隨即於達拉斯郡社區大學註冊入學。洛夫最終於1997年自德州大學阿靈頓分校畢業，並自該校獲得商業管理學位。
一名在此時期認識洛夫的男子表示洛夫曾於1990年代早期做過脫衣舞孃。她也曾在這段期間接受過乳房植體手術。據信洛夫也曾動過隆鼻手術。

## 婚姻
※為免與其夫布雷克·洛夫之姓氏混淆，本段落（含）以下均以蘿利稱之，洛夫則用以稱呼其夫與其家族。
2003年時，蘿利在一次聖經研讀課程中遇見了布雷克·洛夫，一名來自德州東部一個望族家庭的男子。布雷克形容蘿利非常神秘，尤其對於她的過往絕口不提。蘿利告訴布雷克她來自亞利桑納州，雙親均已逝世，而且沒有任何兄弟姊妹。她也曾表示她的父親是一位失敗的證券經紀人。儘管布雷克的家族成員對蘿利仍抱有諸多疑問，兩人仍然於2004年1月結婚；不過，僅有牧師一人參加他們的婚禮。
婚後兩人搬到德州里奧納德。他們想要小孩，但經過幾次嘗試後都未能成功，而且還流產了數次。這項事實使調查人員相信蘿利比她宣稱的要來的年長，不過最終鑑定結果表明她的實際年齡僅比宣稱的年齡長了兩歲。兩人最終於2008年透過體外人工授精的方式產下一女。

## 離婚與自殺

### 婚姻觸礁
蘿利非常「保護」她的女兒，甚至時常拒絕任何人抱她；這惹得布雷克的家人相到不悅。她也幾近偏執地追溯洛夫家族的歷史與譜系，同時仍然拒絕透露任何有關她的過往。此外，蘿利還常表現出許多不太得體的社交行為，例如中途離開社交場合只為了睡午覺。
後來，蘿利甚至不希望布雷克的家人有機會接觸她女兒。在經過幾次失敗的婚姻諮商後，布雷克·洛夫搬回德州長景的家中，並訴請離婚；而蘿利與女兒則仍留在里奧納德。

### 自殺
在與其丈夫分離到自殺前的幾個月間，蘿利的行為舉止越發怪異。一位鄰居表示蘿利經常語無論次地述說自己遭遇到的困難。她也經常寄送騷擾郵件給洛夫一家人，甚至偷竊他們的家中鑰匙。這種騷擾行為十分嚴重，並迫使洛夫家族對蘿利提出了「停止並終止」命令。
2010年12月24日，蘿利駕車前往長景，並將車停放在洛夫一家的車道上，隨後舉槍自盡。她的車上留有兩封信：第一封信長達11頁，是寫給「我最棒的丈夫」（"my wonderful husband"）；另一封則是寫給她的女兒並讓她在18歲生日當天拆閱的。洛夫一家拆開並閱讀了兩封信，但信件毫無內容可言，僅僅包含了「一個精神耗弱之人的胡言亂語」，且兩封信均未交代蘿利的身世。

## 調查

### 身世背景
在蘿利的葬禮後，部分洛夫家族的成員前往蘿利位於里奧納德的家中，看看能否發現任何關於她的線索。蘿利的家中雜亂不堪，水槽內還堆放著許多未清洗的碗盤，衣物凌亂，且屋內四處都堆積著垃圾；被撕碎的紙張與文件散亂各處，其上還畫有意義不明的塗鴉。他們接著在衣櫃中發現一個上鎖的箱子，並以螺絲起子將之撬開，隨即在箱內發現關於蘿利身世背景的文件。此外，他們也在箱內發現了一數張畫有塗鴉的紙張。
蘿利所留下的兩封信件很快即被調查人員認定為毫無意義的隨手塗鴉，並無法提供任何有關於蘿利身世的線索。從箱中發現的紙張上所書寫的訊息包括「北好萊塢警察」（"North Hollywood police"）、「402個月」（"402 months"），與「班·柏金斯」（"Ben Perkins"）等；而調查人員稍後亦發現班·柏金斯是一位律師的名字。這些訊息使部分調查人員相信蘿利可能是一名逃亡中的通緝犯，「北好萊塢警察」可能是逮捕她的機關，「402個月」指的可能是刑期長度，而且還有一個律師的名字。然而，柏金斯表示他對這名女子沒有任何印象，而且資料庫中也找不到相應的指紋檔和臉部辨識檔。蘿利在網路普及前便已有能力將其真實身份隱藏得這麼好使調查人員猜測她可能與「身份竊盜掮客」有來往。

### 猜測
許多網站均有關於蘿利真實身份的猜測理論。2016年5月，數名網友發現蘿利的故事與一部1987年上映、同時亦是由德州大學阿靈頓分校的一位教授執導的犯罪電影《復仇的女人》（Positive I.D.）的情節有許多相似之處。網友於是認為在變更身份以前，蘿利在阿靈頓分校就讀期間可能接觸了該部電影。

### 人物描述
蘿利是一位白人女性，自殺時年42。她的身高為5尺10吋（178公分），較平均身高為高，重約160磅（73公斤）。她的髮色為棕色，眼睛則呈淡褐色。

### 排除嫌疑人
以下這些人已被調查人員排除為蘿利真實身份的可能性：
- 克萊拉·朱斯蒂（Clara Giusti）
- 蜜雪兒·朱斯蒂（Michelle Giusti）
- 海倫·葛林（Helen Green）
- 帕爾莉·佩特（Parley Pate）
- 丹妮絲·喜伊（Denise Sheehy）
- 蒂娜·沃斯（Tina Walls）
- 蘇珊·盧森·威廉斯（Susan Luxen Williams）
- 辛西亞·佩瑞（Cynthia Perry）

### 真實身份
核子物理學家與法學基因鑑識學家柯林·費茲派崔克（Colleen Fitzpatrick）於2013年聽聞了蘿利的案子，並隨即展開調查。費茲派崔克自蘿利的女兒口中採集了唾液樣本，並將之與其他DNA樣本進行比對，結果該樣本與居住於賓州的麥克林一家吻合。蘿利案中的一名私家偵探喬·維林（Joe Velling）隨後前往賓州拜訪麥克林一家，而其中一名家族成員馬上認出照片中的蘿利·洛夫就是失蹤數年的金柏莉·麥克林。
蘿利的舅舅湯姆·凱西迪（Tom Cassidy）提供了蘿利的身世背景。蘿利的父母在她尚未成年時即已離婚，然而她始終無法適應。最終，蘿利離家，甚至離開了賓州；她同時要求其母親永遠不要試圖尋找她。然而，在她離家後到在達拉斯出現前的這段時間內究竟去了哪裡、有無任何活動，至今都仍是個謎。